# Tom Lockyer
Thomas Alun Lockyer (Cardiff, 3 december 1994) is een Welsh voetballer die doorgaans als centrumverdediger speelt. Hij verruilde Charlton Athletic in september 2020 voor Luton Town. Lockyer debuteerde in 2017 in het Welsh voetbalelftal.

## Clubcarrière
Lockyer speelde van zijn elfde tot zijn zestiende in de jeugdopleiding van Cardiff City, dat hem toen liet gaan. Bristol Rovers lijfde hem datzelfde jaar in. Hij maakte op 12 januari 2023 zijn debuut in het eerste elftal van de Engelse club, op dat moment actief in de League Two. Later dat seizoen mocht hij nog drie keer invallen. Lockyer werd in 2013/14 basisspeler bij Bristol Rovers en bleef dat zes jaar achter elkaar. Hij degradeerde in 2013/14 met zijn teamgenoten naar de Conference Premier, om daarna twee keer op rij te promoveren. Hij kwam vervolgens in drie seizoenen 123 keer in actie voor Bristol in de League One.
Lockyer verruilde Bristol Rovers in juli 2019 transfervrij voor Charlton Athletic. Hiermee speelde hij dat jaar voor het eerst in zijn carrière in de Championship. Coach Lee Bowyer zette hem meteen in 43 van de 46 speelronden in de basis. Zijn ploeggenoten en hij kwamen één punt tekort om degradatie te voorkomen.
Lockyer verliet Charlton na een jaar om verder te gaan bij Luton Town. Zo kon hij zelf wel in de Championship blijven spelen. Hij vocht zich in oktober 2020 ook bij Luton in de basis. Zijn seizoen eindigde alleen al in februari vanwege een enkelblessure. Lockyer keerde terug in 2021/22 en werd dat jaar zesde met Luton Town. Dit gaf zijn ploeg het recht om deel te nemen aan de play-offs voor promotie naar de Premier League. Huddersfield Town maakte al in de eerste ronde een einde aan die ambitie. Lockyer speelde in 2022/23 bijna alle speelronden en eindigde deze keer op de derde plaats met Luton Town. Zijn ploeggenoten en hij schreven daarna in de play-offs geschiedenis door voor het eerst in de clubhistorie te promoveren naar de Premier League. Lockyer speelde in finale tegen Coventry City zelf alleen de eerste acht minuten. Hij werd onwel op het veld. Zijn toestand bleek dusdanig mee te vallen dat hij zijn teamgenoten de wedstrijd nog zag winnen vanuit zijn ziekenhuisbed. Lockyer werd geholpen aan een hartritmestoornis en daarna gezond genoeg verklaard om zijn loopbaan voort te zetten.
Op 16 december 2023 zakte Lockyer tijdens een  competitiewedstrijd tegen AFC Bournemouth in elkaar. Lockyer werd op het veld behandeld en daarna naar het ziekenhuis gebracht. Later maakte zijn club Luton Town bekend dat hij op het veld een hartstilstand had gehad.

## Interlandcarrière
Lockyer speelde zeven wedstrijden voor Wales –21 en debuteerde op 14 november 2017 in het Welsh voetbalelftal. Bondscoach Chris Coleman liet hem toen een helft spelen tijdens een oefeninterland tegen Panama. Hij kwam vanaf dat moment regelmatig aan spelen toe en was basisspeler in de laatste vier kwalificatieduels die Wales speelde voor het EK 2020. Bondscoach Rob Page nam Lockyer ook mee naar het eindtoernooi, maar hierop kwam hij niet in actie. Page selecteerde hem ook voor het WK 2022. Hij speelde ook hierop niet.
1 Shea ·
2 Walters ·
3 Bell ·
4 Lockyer  ·
5 Andersen ·
6 McGuinness ·
7 Moses ·
8 Krauß ·
9 Morris ·
10 Woodrow ·
11 Adebayo ·
13 Nakamba ·
14 Chong ·
15 Mengi ·
16 Burke ·
17 Mpanzu ·
18 Clark ·
19 Brown ·
20 Walsh ·
23 Krul ·
24 Kaminski ·
25 Taylor ·
26 Baptiste ·
27 Hashioka ·
29 Holmes ·
45 Doughty ·
Coach: Edwards
1 Hennessey ·
2 Gunter ·
3 N. Williams ·
4 B. Davies ·
5 Mepham ·
6 Rodon ·
7 Allen ·
8 Wilson ·
9 Johnson ·
10 Ramsey ·
11 Bale  ·
12 Ward ·
13 Moore ·
14 Roberts ·
15 Ampadu ·
16 Morrell ·
17 Lockyer ·
18 J. Williams ·
19 Harris ·
20 James ·
21 A. Davies ·
22 Thomas ·
23 Levitt ·
24 Cabango ·
25 Colwill ·
26 Smith ·
Coach: Page